# 日本製鋼所横浜製作所
座標: 北緯35度20分57秒 東経139度38分47秒 / 北緯35.349156度 東経139.646337度
株式会社日本製鋼所横浜製作所（にほんせいこうしょよこはませいさくしょ、The Japan Steel Works, Ltd. Yokohama Plant）は、神奈川県横浜市金沢区福浦2-2-1にある日本製鋼所の製作所である。

## 概要
日本製鋼所横浜製作所は、1936年（昭和11年）神奈川県金沢町に設置され、1983年（昭和58年）に神奈川県横浜市金沢区福浦に移転した。
横浜製作所は主に精密機械を担当しており、現在、低温度TFT液晶ディスプレイ製造用のエキシマレーザーアニール装置や、タンクやペットボトル製造用の中空成型機、紡糸押出機、巨大構造物のボルト締め付けに用いるボルトテンショナー、および防衛機器として托座などを生産している。

## 生産品
- 液晶ディスプレイ製造用のエキシマレーザーアニール装置
- 樹脂機械（中空成型機・紡糸押出機）
- ボルトテンショナー
- 防衛機器

## アクセス
- 横浜シーサイドライン金沢シーサイドライン福浦駅下車。

## 沿革
- 1935年（昭和10年） - 神奈川県金沢町泥亀に横浜工場を起工
- 1936年（昭和11年） - 横浜製作所竣工・操業開始
- 1945年（昭和20年） - 終戦、民需転換開始
- 1981年（昭和56年） - 神奈川県横浜市金沢区福浦に新工場を起工
- 1982年（昭和57年） - 新工場へ移転開始
- 1983年（昭和58年） - 竣工、操業開始
- 1999年（平成11年） - ISO9001取得
- 2000年（平成12年） - 千葉研究室（旧中央研究所）を機械研究所横浜研究室に統合